# Park Rozrywki i Rekreacji w Słubicach
Park Rozrywki i Rekreacji w Słubicach (znany też jako Park „Odra” lub Park „Olimpijski”) – największy zespół zieleni miejskiej w Słubicach, na lekkim wzniesieniu około 2,5 km na południowy wschód od dawnego przejścia granicznego z Frankfurtem nad Odrą.

## Opis parku
Niegdyś część Puszczy Rzepińskiej.
Park ten okala infrastrukturę Słubickiego Ośrodka Sportu i Rekreacji (Stadion SOSiR, baseny, pole golfowe itd.), a na jego obszarze znajdują się m.in. strzelnica, tor saneczkowy, alejki spacerowe, tarasy widokowe, sadzawka, pole biwakowe, palenisko na ognisko, rożen i kilka placów zabaw dla dzieci.

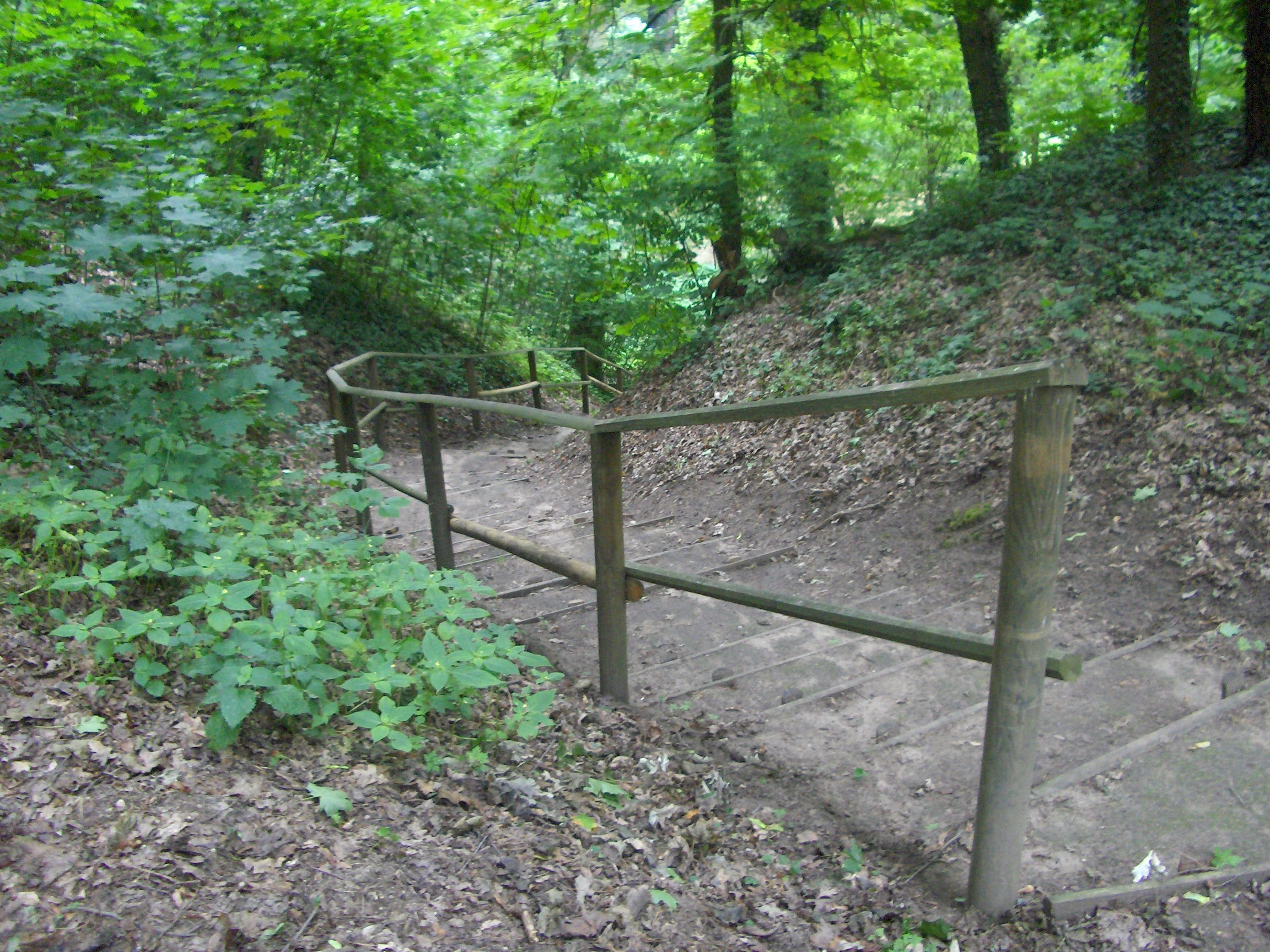
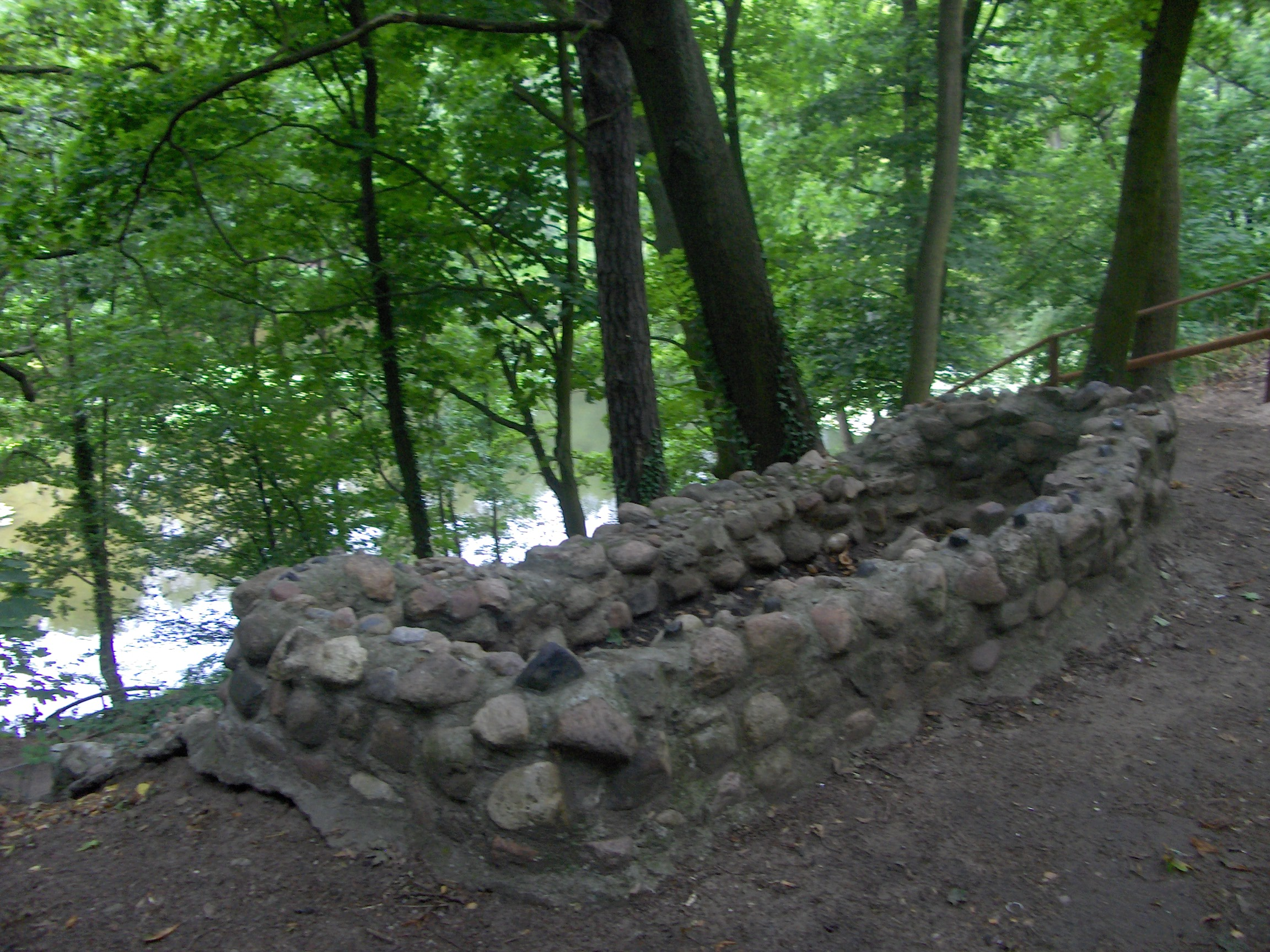
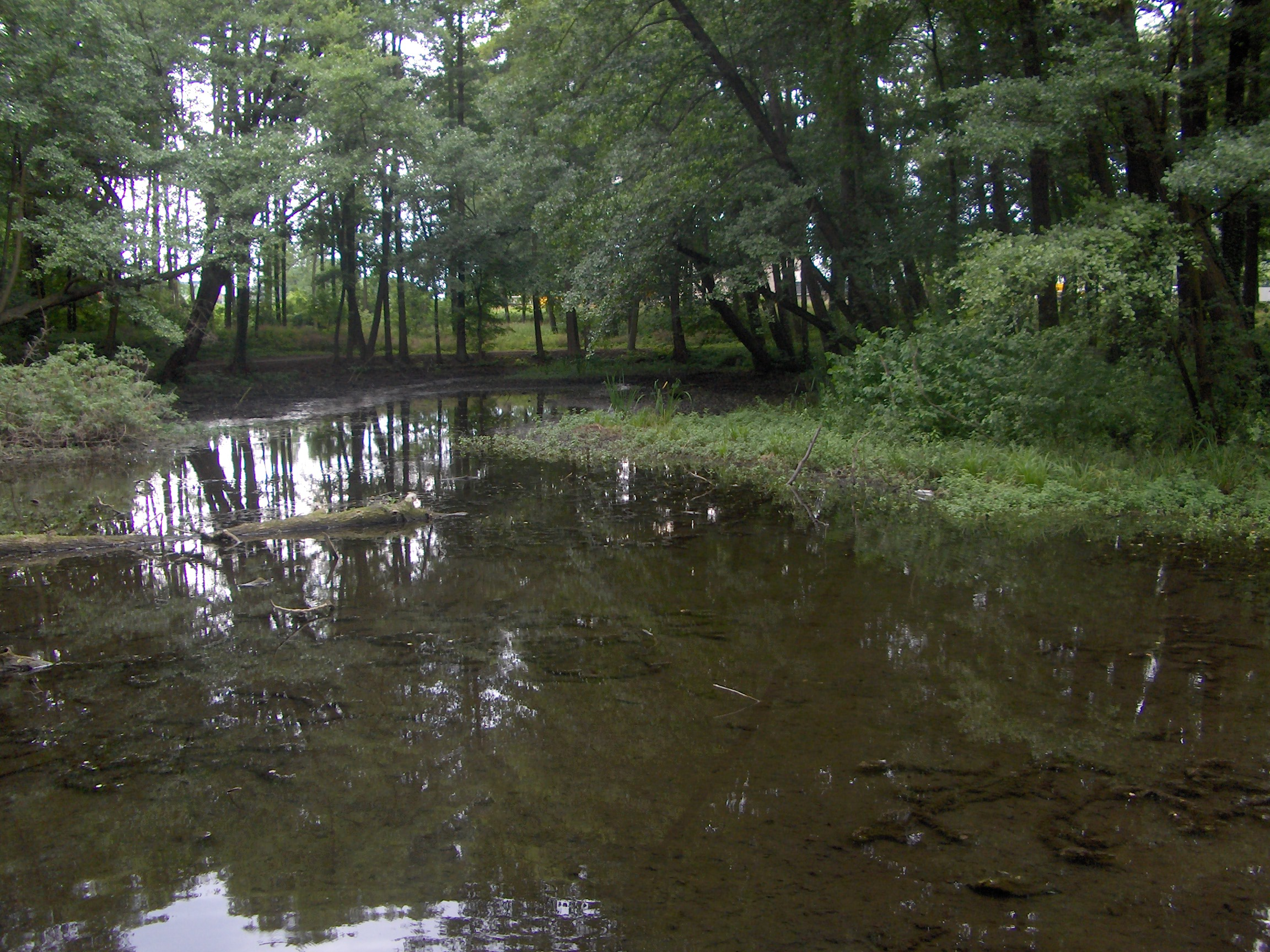

W bezpośrednim sąsiedztwie Parku Rozrywki i Rekreacji w Słubicach mieszczą się natomiast:
- cmentarz komunalny,
- cmentarz żydowski z XIII wieku (najstarszy na ziemiach polskich),
- droga wylotowa w kierunku Zielonej Góry oraz Gorzowa Wielkopolskiego i Międzyrzecza,
- Osiedle Leśne

W okresie niemieckim na terenie obecnego parku stała wieża Kleista zbudowana w latach 1891-1892 z dobrowolnych składek i wysadzona przez wojska niemieckie 20 lutego 1945 roku. Do dziś po wieży pozostały nieliczne szczątki. 